# Padstow, New South Wales
Padstow är en del av en befolkad plats i Australien. Den ligger i kommunen Bankstown och delstaten New South Wales, i den sydöstra delen av landet, omkring 20 kilometer sydväst om delstatshuvudstaden Sydney. Antalet invånare är 3 444.
Runt Padstow är det tätbefolkat, med 636 invånare per kvadratkilometer.. Närmaste större samhälle är Sydney, omkring 20 kilometer nordost om Padstow. 
Runt Padstow är det i huvudsak tätbebyggt. Genomsnittlig årsnederbörd är 1 507 millimeter. Den regnigaste månaden är juni, med i genomsnitt 232 mm nederbörd, och den torraste är juli, med 39 mm nederbörd.